# Aleh Strachanowicz
Aleh Strachanowicz (biał. Алег Страхановiч; ur. 13 października 1979 w Pińsku) – białoruski piłkarz, grający na pozycji pomocnika, reprezentant Białorusi.